# Wind & Wuthering
Wind & Wuthering is het achtste studioalbum van de Engelse band Genesis. Het album werd uitgebracht in 1976, en was het tweede studioalbum waar Phil Collins de zang voor zijn rekening nam, na het vertrek van Peter Gabriel. Ook hier is de inbreng van Steve Hackett duidelijk aanwezig, maar minder dan bij A Trick of the Tail. Hackett was het daarmee niet eens en verliet de band na dit studioalbum. Afterglow had Banks binnen een paar minuten af, One For The Vine nam aanmerkelijk meer tijd in beslag, ruim negen maanden, aldus Tony Banks in IO Page (nummer 150, juni 2018). De aansluitende tracks 7 en 8 hebben invloeden van Brand X, de hobbyband van Collins. De titel en twee tracks verwijzen naar de roman Wuthering Heights door Emily Brontë.

## Tracks
| Nr. | Titel                                | Duur |
| --- | ------------------------------------ | ---- |
| 1.  | Eleventh Earl Of Mar                 | 7:39 |
| 2.  | One For The Vine                     | 9:56 |
| 3.  | Your Own Special Way                 | 6:15 |
| 4.  | Wot Gorilla?                         | 3:12 |
| 5.  | All In A Mouse's Night               | 6:35 |
| 6.  | Blood On The Rooftops                | 5:20 |
| 7.  | Unquiet Slumbers For The Sleepers... | 2:23 |
| 8.  | ...In That Quiet Earth               | 4:50 |
| 9.  | Afterglow                            | 4:10 |

## Bezetting
- Tony Banks : keyboards, piano, mellotron
- Steve Hackett : gitaar, kalimba, harp
- Mike Rutherford : basgitaar, gitaar
- Phil Collins : zang, drums

From Genesis to Revelation · Trespass · Nursery Cryme · Foxtrot · Live · Selling England by the Pound · The Lamb Lies Down on Broadway · A Trick of the Tail · Wind & Wuthering · Seconds Out · ...And then there were three... · Duke · Abacab · Three Sides Live · Genesis · Invisible Touch · We Can't Dance ·  The way we walk volume one, the shorts · The way we walk volume two, the longs · Calling All Stations · Turn It On Again · Genesis Live over Europe